# 八頭鈴
八頭鈴（パルトゥリョン、朝鮮語 : 팔두령）は、朝鮮の青銅器時代の遺物の1つ。

## 概要

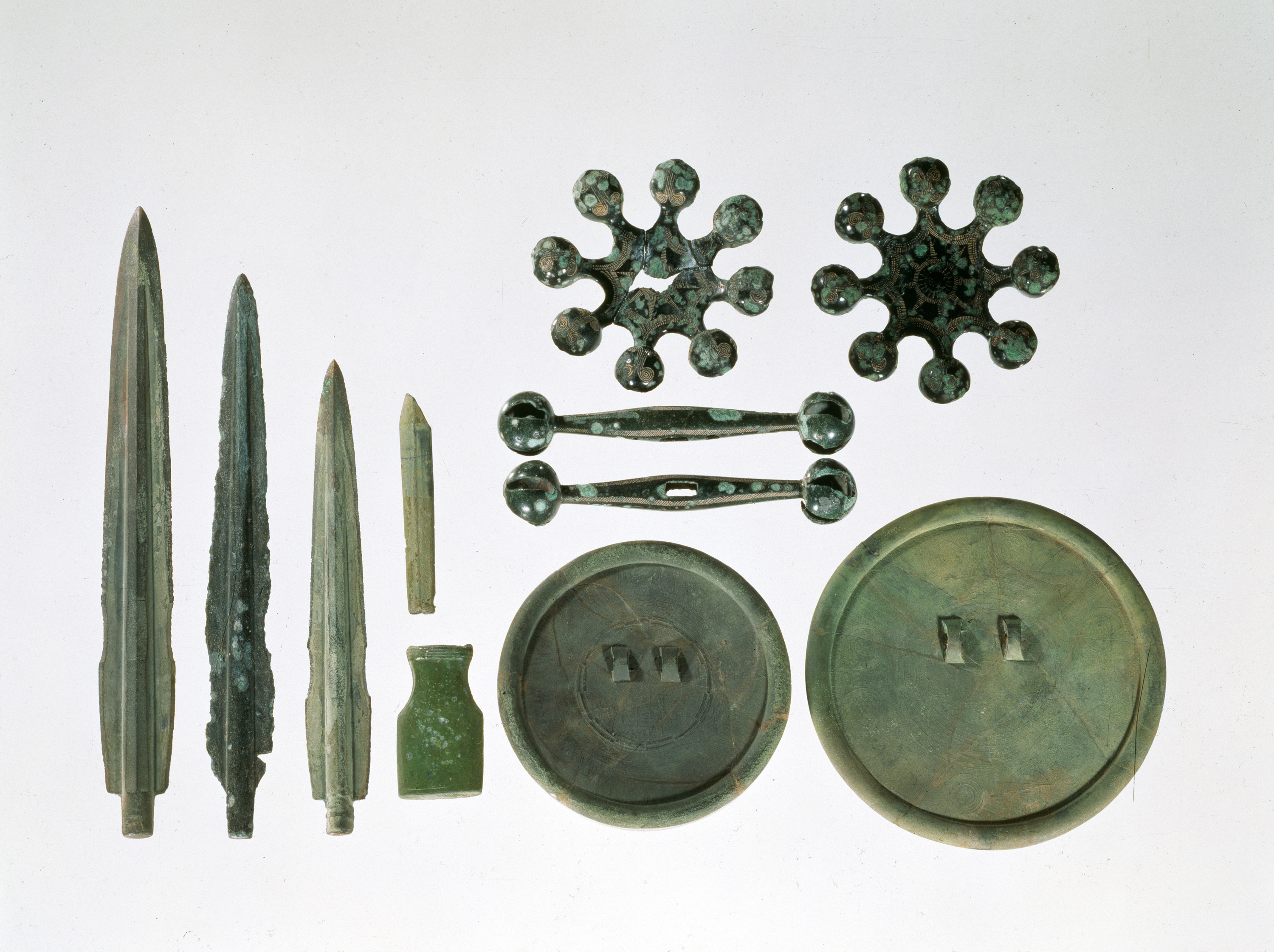
青銅剣、青銅鏡、青銅鈴

八珠鈴（팔주령）、八鈴具（팔령구）とも呼ばれる珍しい青銅鈴で、全羅南道和順郡で出土した。国宝第143号に指定されており、韓国国立光州博物館に所蔵している。八頭鈴は青銅剣、青銅鏡と支配者（王）の権威を象徴し、赤い光を帯びて8つの具に各珠があり、音がより雄壮ドゥルヨトウルある。

## 巫俗との聯関性
古代社会から呪術的な目的のために使われた鈴は時代に応じて形は異なるが、現在韓国に巫俗（무당）がシンネリムやグッドまたは点を見ると、扇子のように使用されるツールである。歴史的には、古朝鮮の祭政一致する、夫余の神女、原三国時代の大君、三国時代、新羅初中期の天官女、高句麗初中期の神女、南北国時代、後三国時代、高麗、李氏朝鮮（大韓帝国）の巫俗。